# Явьязы
Явьязы (баш. Яуъяҙы) — деревня в Балтачевском районе Республики Башкортостан Российской Федерации. Входит в состав Штандинского сельсовета. 

## География

### Географическое положение
Расстояние до:
- районного центра (Старобалтачёво): 25 км
- центра сельсовета (Штанды): 7 км
- ближайшей ж/д станции (Куеда): 87 км

## Население
| 2002 | 2009 | 2010 |
| ---- | ---- | ---- |
| 3    | ↘0   | →0   |

Согласно переписи 2002 года, преобладающая национальность — башкиры (100 %).